# Barmur (vik)
Barmur är en vik i republiken Island.   Den ligger i regionen Norðurland eystra, i den norra delen av landet, 300 km nordost om huvudstaden Reykjavík.